# Vanda insignis
Vanda insignis  es una especie de orquídea endémica de las Islas menores de la Sonda.

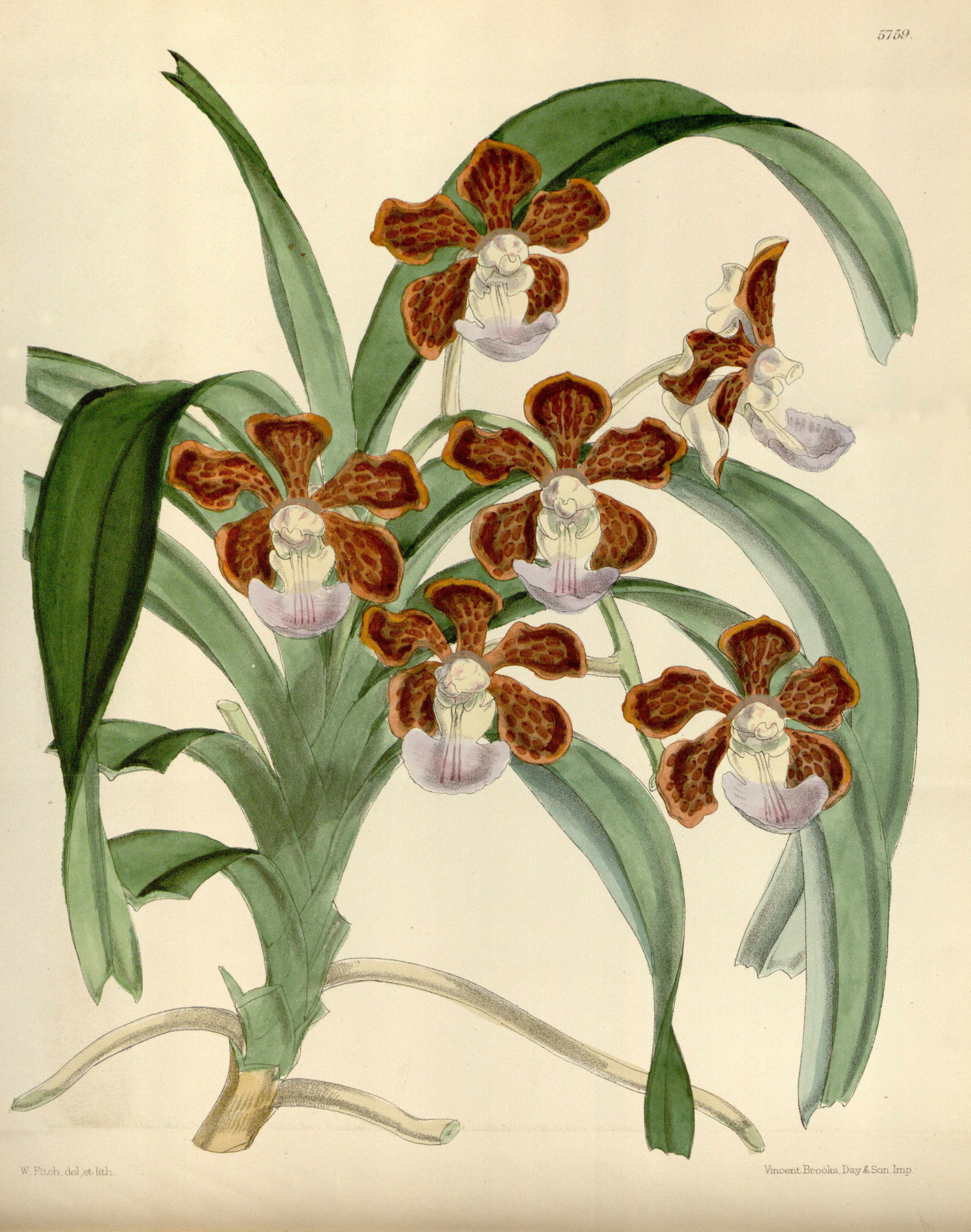
Ilustración

## Descripción
Es una planta de tamaño mediano, que prefiere el clima cálido, de hábitos epifitas monopodial  con un tallo suberecto que lleva hojas lineal-liguladas, y curvadas. Florece en el verano en una inflorescencia colgante, de 18 cm de largo, a veces ramificada, más corta que las hojas, con 8 flores dulcemente perfumadas.

## Distribución y hábitat
Se encuentra en Malasia y en las Molucas.

## Taxonomía
Vanda insignis fue descrita por Carl Ludwig Blume y publicado en Rumphia 4: 49, t. 192. 1849.
Etimología
Vanda: nombre genérico que procede del nombre sánscrito dado a la especie  Vanda tessellata  en la India, también puede proceder del latín (vandi) y del griego (dios santísimo ).
insignis: epíteto latino que significa "notable, insigne".